# 糟屋有季
糟屋 有季（かすや ありすえ）は、平安時代末期、鎌倉時代初期の武将。鎌倉幕府の御家人。相模国大住郡糟屋荘（現伊勢原市一帯）の荘司である糟屋盛久の子。妻は比企能員の娘。

## 生涯
有季の父盛久は治承4年（1180年）の源頼朝挙兵では、平家方として石橋山の戦いで大庭景親の軍に従っており、その後頼朝に臣従したと見られる。有季は寿永2年（1183年）源義経率いる源義仲討伐軍に属し、宇治川の戦いに加わった。
文治2年（1186年）、失脚して都落ちした義経探索のため、比企朝宗の手勢に属して上洛し、義経の郎党堀景光を捕縛、佐藤忠信を自害へと追い込んでいる。文治5年（1189年）7月の奥州合戦に従軍。頼朝死後の正治2年（1200年）に梶原景時の変で景時討伐軍に属して賞を受け、また景時の朋友・安房判官代隆重を捕らえている。
建仁3年（1203年）9月2日、比企能員の変が起こり、能員の娘婿だった有季は比企一族と共に北条義時率いる大軍と戦って討ち死にした。有季が頼家の子一幡を逃がすべく小御所に立て籠もり、敵方に命を惜しまれて逃げるように呼びかけられたが答えず、最後まで奮戦して討ち死にした様子が『愚管抄』に記されている。
子の有久らは一条高能の側室となっていた姉妹を頼って上洛し、後鳥羽上皇に仕えた。『愚管抄』に小御所での有季の動きを中心に記されているのは、筆者の慈円が、上洛した有季の遺族の証言を伝え聞いた事によるものと見られている。